# Thyrimas
Thyrimas (en grec ancien Τυρίμμας / Tyrìmmas) est un roi légendaire de Macédoine de la dynastie des Argéades qui aurait régné aux alentours de 750 à 700 av. J.-C.

## Biographie
Fils du roi Coénos, il prend la succession de son père vers le milieu du VIIIe siècle av. J.-C. Il règne durant 43 ans selon Eusèbe de Césarée. Cependant, Walter Raleigh lui confère un règne de 28 ans dans son Histoire du Monde.
Son fils supposé Perdiccas lui succède ensuite.

## Sources antiques
- Eusèbe de Césarée, Chronique.